# النظام التعاوني المتوائم للتحكم في سرعة السير
يعد النظام التعاوني المتوائم للتحكم بسرعة السير(سي أ سي سي)، امتداد لمفهوم النظام المتوائم للتحكم بسرعة السير(أ سي سي), ويحقق (سي أ سي سي) ضبطاً طولياً للمركبات المؤتمتة، هذا بالإضافة لحلقات التغذية الراجعة المستخدمة في (أ سي سي) والتي تستنتج المدى للمركبة الأمامية عن طريق استخدام قياسات الرادار والمستشعر الضوئي لقياس المدى، تسارع المركبة الأمامية يستخدم في حلقات التغذية الأمامية ويتم الحصول على هذا التسارع من رسائل التوعية التعاونية ( أو عن طريق نظام مراقبة النقطة العمياء المستخدم في الولايات المتحدة) والتي ترسل باستخدام الجيل الخامس من أنظمة النقل الذكي الأوربية (إي تي اس آي آي تي اس-جي5) أو الاتصالات المخصصة قصيرة المدى (دي اس ار سي) وكلاهما يعتمد على مجموعة عمل الشبكات المحلية اللاسلكية آي تربل إي 802.11 پ وبشكل عام يتم إرسال هذه الرسائل عدة مرات في الثانية بواسطة مركبات رائدة مزودة بإمكانيات أنظمة النقل الذكية(آي تي اس).

## منافع النظام المتوائم للتحكم في سرعة السير(أ سي سي)
النظام المتوائم للتحكم بسرعة السير والسائقين البشريين قد لا يظهرون ثباتاً في شكل سلسلة، وهو ما يعني أن التذبذبات التي يتم إدخالها في تدفق حركة المرور-عن طريق كبح وتسريع المركبات-يمكن تضخيمها باتجاه المنبع وهو ما يؤدي في أفضل الأحوال إلى ما يسمى بالاختناقات المرورية الوهمية وقد يؤدي أيضاً في أسوأ الأحوال إلى تصادم أمامي للمركبة بمؤخرة المركبة امامها. وقد تبين أن أنظمة (أ سي سي) المصممة للحفاظ على مسافة تتبع ثابتة لا تكون ثابتة في سلسلة, وأيضاً أنظمتها المصممة للحفاظ على تتبع زمني ثابت قد لا تكون ثابتة في سلسلة.
يعالج النظام التعاوني المتوائم للتحكم بسرعة السير(سي أ سي سي) هذه المشكلة، وفي كلا الحالتين قد يحسن من الثبات عن طريق تقليل تأخير الاستجابة للمركبة الرائدة-المركبة الأمامية- ويعتمد هذا التأخير في الاستجابة عند السائقين البشريين على الوقت المبذول لردة الفعل والإجراءات المتخذة مثل تحريك القدم من دواسة الوقود إلى دواسة المكبح. قد يقل هذا التأخير في(أ سي سي)ولكنه لايزال كبيراً في هذه المرحلة -مرحلة الاستجابة للمركبة الأمامية-بسبب خوارزمية التقدير اللازمة لترجمة القياسات المنفصلة للمدى ( التي يوفرها الرادار والمستشعر الضوئي لقياس المدى) إلى قياس التغير في المدى بمرور الوقت ( أي تسارع وتباطؤ السيارة الأمامية). تستخدم (سي أ سي سي) الاتصالات من مركبة إلى مركبة بحيث يكون لدى المركبة معلومات ليس فقط عن المركبة التي أمامها مباشرةً (من خلال أجهزة الاستشعار) ولكن أيضاً عن المركبة الأمامية أو المركبات الرائدة في المقدمة من خلال تبادل المعلومات للمعايير الأساسية مثل الموقع والسرعة والتسارع من مركبة إلى مركبة.

## التطبيقات
نفذ مشروع القيادة والاتصال الهولندي النظام التعاوني المتوائم للتحكم بسرعة السير في سبع من سيارات تويوتا بريوس 2009-2010 استخدم هذا المشروع حزمة من الاتصالات بناءً على (اتحاد الاتصالات من مركبة إلى مركبة)باستخدام أجهزة آي تربل إي 802.11 أ في الطبقة المادية.
التحدي الكبير للقيادة التعاونية (جي سي دي سي) كان تحدي دولي للفرق من الجامعات والقطاع الصناعي للمشاركة بمركبة يمكنها ان تقود بشكل تعاوني عدد من سيناريوهات المرور المحددة، وقد كان (سي أ سي سي)جزءً كبيراً من التحدي. استندت حزمة الاتصالات إلى بروتوكول كالم فاست وذلك باستخدام أجهزة آي تربل إي 802.11 پ في نطاق 5.9 جيجا هرتز(والتي كانت متاحة تجارياً في ذلك الوقت), وتضمنت معايير أداء (سي أ سي سي) الطول المنخفض لمجموعة السيارات المؤتمتة وسرعة زمن التنقل وسلوك اتحاد مجموعة السيارات المؤتمتة وسلوك المضائلة في حالات التسارع والتباطؤ القوية.